# جورج بوسبي
جورج بوسبي هو محامي وسياسي أمريكي، ولد في 7 أغسطس 1927 في فيينا في الولايات المتحدة، وتوفي في 16 يوليو 2004 في سافانا في الولايات المتحدة بسبب نوبة قلبية. نشط حزبياً في الحزب الديمقراطي. وقد انتخب عضو مجلس نواب جورجيا ‏ وانتخب حاكم جورجيا ‏ (14 يناير 1975 – 11 يناير 1983).